# Броцены (станция)
Бро́цены (латыш. Brocēni) — железнодорожная станция в Латвии, на линии Елгава — Лиепая. Находится в северной части города Броцены — центра Броценского края. С 2008 года станция работает только как грузовая, поскольку единственный, курсирующий здесь пассажирский поезд маршрута Рига — Лиепая из-за крайне малого числа пассажиров не останавливается в Броцены. Станция, главным образом, занимается отправкой цемента в Рижский и Лиепайский порты. Рядом со станцией находится цементный завод фирмы Cemex.

## История
Станция открыта 10 октября 1927 года. Двухэтажное каменное пассажирское здание построено в 1937 году по проекту Вольдемара Озолиньша (площадь застройки 305 м²). В том же 1927 году Рижская цементная фабрика построила вдоль озера Циецерес 750 мм узкоколейку, протяжённостью 5 км к доломитовому карьеру. В 1961 году в связи с модернизацией цементно-шиферного комбината от станции до карьера Сатини был проложен электрифицированный подъездной путь, длиной 9,4 км. Возле новой известковой фабрики устроено депо для промышленных электровозов. Движение на электрифицированном участке осуществлялось до 1999 года, но и после его закрытия цементный завод остаётся владельцем обширной сети подъездных путей.
В 2011 году стрелочное хозяйство станции оборудовано электрической централизацией.